# Kulturföreningen Calluna
Kulturföreningen Calluna, grundad 1995, har tagit sitt namn efter Calluna vulgaris, vanlig ljung på latin. Dess syfte är »att stödja och uppmuntra dem som ideellt arbetar för att sprida kunskap om Ljungen«.
Ljungen refererar till de stora ljunghedar som fanns mellan Skanör med Falsterbo i väster och Söderslätt i öster, och under 1900-talet blev till sovstäderna Ljunghusen och Höllviksnäs, som sedan 2015 är räknade som en gemensam tätort med femton tusen invånare.
Föreningen ger ut böcker med lokalhistoriska teman och årsskriften på Ljungen, ibland med flera nummer per år.